# ألكسندر زاخارتشينكو
ألكسندر فلاديميروفيتش زاخارتشينكو (الروسية: Алекса́ндр Влади́мирович Заха́рченко)‏ (26 يونيو 1976 - 31 أغسطس 2018) هو قائد انفصالي، عمل رئيسًا للوزراء ورئيسًا لدولة جمهورية دونيتسك الشعبية التي أعلنت نفسها مستقلة وتُعتبر جماعة متمردة، حيثُ أعلنت استقلالها عن أوكرانيا في 11 مايو 2014. كان قد عينُ رئيسًا للوزراء في أغسطس 2014 بعد استقالة ألكسندر بوروداي، وفاز في انتخابات نوفمبر 2014 لهذا المنصب.

## الحياة الشخصية
ألكسندر زاخارتشينكو مُتزوج من ناتاليا ولديه 4 أبناء، وقد ولدَ ابنه الرابع في 30 يوليو 2015، واسمه ألكسندر.

## الحياة السياسية
بحلول عام 2010؛ أصبحَ زاخارتشينكو رئيس فرع منظمة أوبلوت (بالإنجليزية: Oplot) في دونيتسك. احتلّ 20 من أعضاء أوبلوت بما في ذلك زاخاتشينكو يوم 16 نيسان/أبريل 2014 مكاتب مجلس مدينة دونيتسك مطالبين بإجراء استفتاء على الوضع في المنطقة. بحلول نيسان/أبريل 2014؛ باتّ زاخار قائد ميليشيا محلية في دونيتسك وهي ميليشيا دونباس الشعبية التي تشكلت من أعضاء مدنيين ومُحترفين في رياضة وفنون الدفاع عن النفس. عُيّن زاخارشينكو في منصب القائد العسكري للميليشيا وذلك يوم 16 أيار/مايو 2014. منذ مايو 2014؛ لعب زاخارشينكو دورا رائدا في التمرد ضد الحكومة المركزية الأوكرانية. في 22 تموز/يوليو 2014؛ أُصيب زاخارشينكو في ذراعه أثناء القتال ضد القوات الحكومية الأوكرانية في كوشفينيا. أعلنت وزارة الدفاع ترقية زاخارشينكو إلى رتبة اللواء وذلك في أواخر آب/أغسطس من العام 2014. رشّحَ زاخارشينكو السيد ألكسندر بوروداي لمنصب رئيس الوزراء وذلك في السابع من آب/أغسطس 2014، حينها نجحَ بوروداي في نيلِ منصب نائب رئيس الوزراء. وفقاً لهذا الأخير فإنّ الحكومة الروسية تعملُ جاهدة -من خلال زاخارشينكو وغيرهم- «في محاولة لإظهار أن الانتفاضة هي شعبية». بحلول سبتمبر/أيلول 2014؛ كانّ زاخارشينكو كبير المفاوضين حولَ بروتوكول مينسك الذي وافق على خطة السلام من أجل الحرب في دونباس.
فازّ زاخارشينكو خلال الانتخابات البرلمانية في دونيتسك عام 2014 بمنصب رئيس الوزراء بعدما حصلَ على نِسبة 78.93% من الأصوات. في اليوم التالي؛ أجرى إيفيجي زايلين رئيس منظمة أبلوت مُقابلة مع التلفزيون الروسي وهناك ذكر ترقية زاخارشينكو لشغلِ منصب رئيس فرع المنظمة في دونيتسك باعتباره قائدًا مُنتَخبًا تمّت ترقيته من موسكو.
في شباط/فبراير 2015؛ مثّلَ زاخارشينكو الوفد الرسمي خلال اتفاقية مينسك التي أسفرت عن توقيع معاهدة سلام. وصفَ زاخار هذا الحدث بأنه «انتصار كبير بالنسبة لجمهورية لوغانسك الشعبية وباقي جمهوريات دونيتسك الشعبية.» بعد توقيع اتفاقية مينسك؛ ذكر زاخارشينكو أن السلطات الأوكرانية قد انتهكت الشروط بعدَ فشلها في الانسحاب من الحدود هذا فضلا عن فشلها في إطلاق أسرى الحرب. بالإضافة إلى ذلك؛ ذكر زاخارشينكو أنه ليس لديه أي نية في الانضمام إلى اتفاق وقف إطلاق النار في منطقة دبالتسيف. أصيب في ساقه يوم 17 شباط/فبراير 2015 وذلك خلال المراحل الأخيرة من معركة دبالتسيف.

### المواقف السياسية
خلال حملة الانتخابات البرلمانية ذكر زاخارشينكو أنّه «سيرفعُ المعاشات إلى أعلى مما كانت عليه في بولندا ... طبعًا هذا ممكن لأن دونيتسك غنية جدا مثلها مثلَ الإمارات العربية المتحدة فهي الأخرى تتوفر على الفحم، المعادن والغاز الطبيعي ... الفرقُ الوحيد بينهم وبينما أن ليس هناكَ حرب في الإمارات على عكسنا هنا.» وعدَ زاخارشينكو ببناء «دولة طبيعية جيدة واحدة، واحدة فقط. أولاد دونيتسك ماتوا من أجل هذا، ولا يزال المدنيون يقتلون من أجل هذا.» يُؤيد زاخارشينكو عقوبة الإعدام. في مقابلة أخرى مع زاخار في أواخر عام 2016 ذكر «أن هذا الوقت من شأنه أن يسهم في صناعة "العصر الذهبي بالنسبة لروسيا".» ادّعى بريلبين وهو كاتب وناشط سياسي من الحزب البلشفي الوطني أن زاخارشينكو من بين أكثر خمس سياسيين شعبية في أوكرانيا وبالتالي يُمكن أن يُصبحَ يومًا ما رئيسًا للجمهورية.

### انتهاكات حقوق الإنسان
خلال الحرب في دونباس؛ نشرت مجموعة من وسائل الإعلام المحلية والدولية عديد حالات الاختفاء القسري في جمهورية دونيتسك الشعبية. لقد اعتقلت قوات زاخارشينكو ما يصل إلى خمس أوكرانيين كل يوم. تُشير التقديرات إلى أن حوالي 632 شخصًا هم قيد الاحتجاز غير القانوني من قبل القوى الانفصالية وذلك حتّى 11 كانون الأول/ديسمبر 2014.

## الاغتيال
اغتيل زاخارشينكو خلالَ تفجيرٍ لمقهى سيبار في دونيتسك يوم 31 أغسطس من عام 2018. أفادت التقارير الأولية أنّ وزير المالية ألكسندر تيموفييف قد أُصيب هو الآخر خلال الانفجار. ذكرت دائرة الأمن في أوكرانيا في وقتٍ لاحق أن روسيا قد تكون متورطة في عملية الاغتيال. أما الحكومة الروسية فقد ألقت باللوم على السلطات الأوكرانية. لكن وفي المقابل فقد رفضَ المسؤولون في كييف هذه الاتهامات مشيرين في الوقت ذاته إلى أن موت زاخارشينكو كان نتيجة الحرب الأهلية في دونباس. تُفيد التقارير الأولية بأنه قد تمّ تعيين نائب رئيس الوزراء الروسي ديمتري ترابيزنيكوف في منصب القائم بأعمال رئيس جمهورية دونيتسك الشعبية.
أُقيمت جنازة تذكارية للراحل يوم الثاني من أيلول/سبتمبر في مسرح دونيتسك للأوبرا والباليه. أعلنَ الإقليم كذلك حدادًا وطنيًا وذلك مع بدء العام الدراسي الجديد الذي تمّ تأجيله حتى 4 أيلول/سبتمبر.

### ردود الفعل
أرسلَ الرئيس الروسي فلاديمير بوتين تعازيه إلى أسرة زاخارشينكو. أمّا المتحدثة باسم وزارة الخارجية الروسية ماريا زاخاروفا فقد اتهمت أوكرانيا بتنفيذ عملية الاغتيال مدعية أن هذا الفعل «يقود البلاد إلى شفا حفرة من عدّة كوارث.» كرّم سكان جمهورية القرم ذكرى مقتل زاخارشينكو عن طريق وضع الزهور على لوحاته في الساحة المركزية من العاصمة سيمفيروبول. كرّمَ كذلك القائم بأعمال رئيس جمهورية لوغانسك الشعبية السيّد ليونيد باسشنيك زاخارشينكو في حفل تأبين في وسط الجمهورية قائلا: «راية النضال التي رفعها ألكسندر زاخارشينكو لن تسقط أبدا.» وذكر كذلك أن جمهورية دونباس لن تتسامحَ مع جريمة قتل ألكسندر.